# Disocactus biformis
Disocactus biformis är en kaktusväxtart som först beskrevs av John Lindley, och fick sitt nu gällande namn av densamme. Disocactus biformis ingår i släktet Disocactus och familjen kaktusväxter. Inga underarter finns listade i Catalogue of Life.

## Bildgalleri

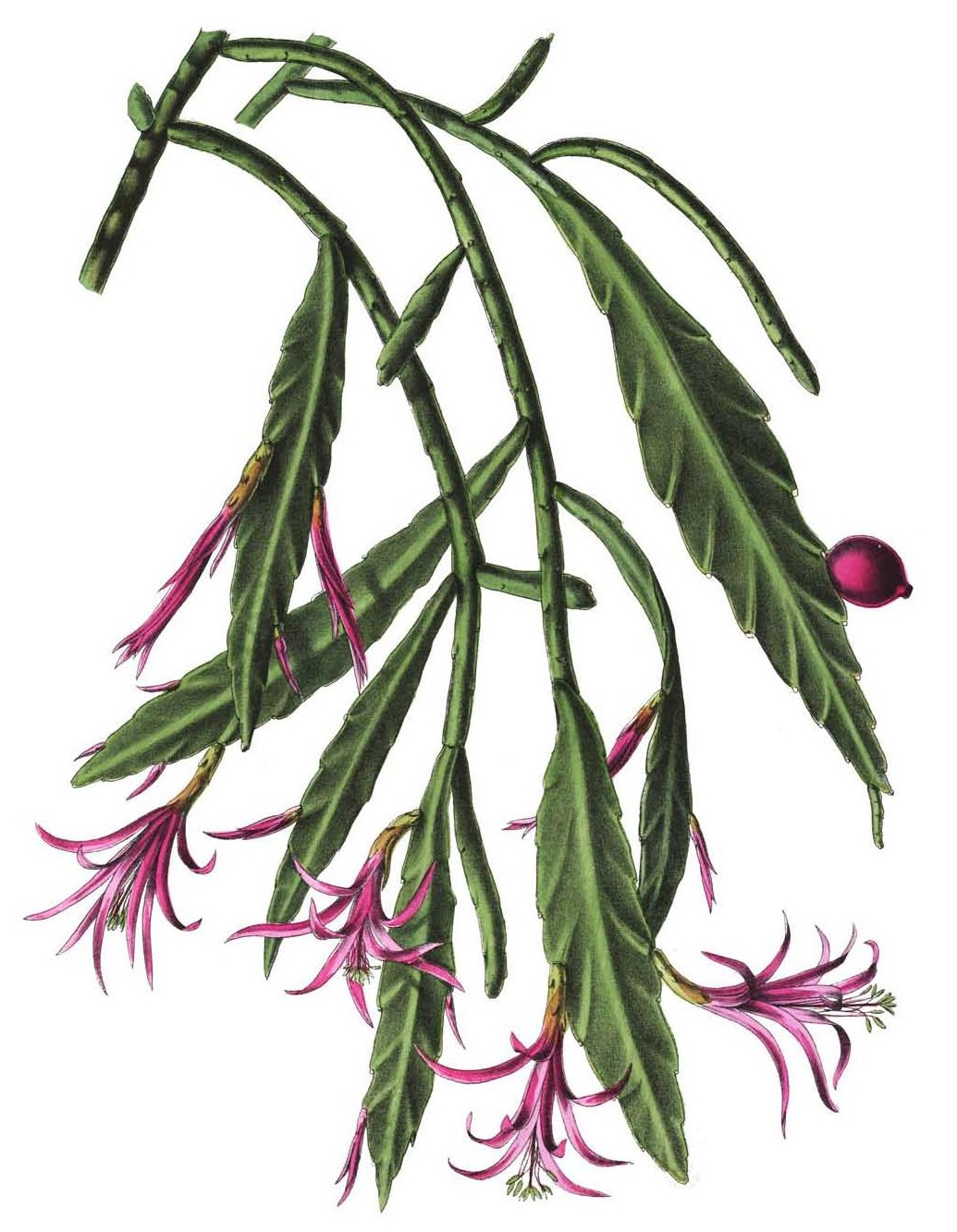